# Četnici u NDH
Tijekom Drugog svjetskog rata, četničke postrojbe su ubrzo nakon kapitulacije i raspada Kraljevine Jugoslavije 1941. osnovane i počele djelovati također i na području Nezavisne Države Hrvatske. Te su postrojbe nastale iz članstva četničkih udruge koje su pod zaštitom državnih vlasti Kraljevine Jugoslavije nastajale još dvadesetih godina, puno prije nastanka NDH te su bile vođene željom za stvaranjem Velike Srbije države sa srpskom prevlašću.
Na području koje je nakon osnivanja NDH pripojeno Italiji, talijanske vojne vlasti tijekom lipnja 1941. god. toleriraju okupljanje i obuku više stotina naoružanih četnika, koji 28. lipnja 1941. god. napadaju pograničnu postaju NDH u Krupi kod rijeke Zrmanje i tom prilikom ubijaju 14 oružnika NDH i nekoliko ustaša. Nakon toga predstavnici vlasti NDH u Sjevernoj Dalmaciji na zahtjev Talijana napuštaju Knin i prepuštaju vlasti srpskih ustanika - koje predvode četnici - područje Dalmacije sjeverno od Drniša. Slično se događa i prilikom ustanka Srba u Istočnoj Hercegovini, koji je također buknuo u lipnju 1941. godine. Ubrzo potom Talijani ustrojavaju četnike kao svoje pomoćne vojne snage - Dobrovoljačku antikomunističku miliciju (tal. Milizia Volontaria Anti Comunista, MVAC), te u zoni od linije Karlovac - Mostar prema moru nastoje eliminirati snage NDH (s kojima su Talijani ubrzo nakon sklapanja Rimskih ugovora došli u vrlo loše odnose) i zamijeniti ih četnicima. U suradnji s Talijanima i Nijemcima, te ponekad s vlastima NDH, poduzimaju četnici mnogo oružanih aktivnosti protiv partizana. U nekim slučajevima se upuštaju u etnička čišćenja ne-Srba, te onda dolaze u sukobe sa snagama NDH.
Većina Srba u Hrvatskoj i BiH se s vremenom ipak okrenula partizanima koji su se zalagali za Jugoslaviju kao federativnu multietničku republiku, dok se manji dio priklonio četnicima. Nepovezane četničke jedinice priznaju Dražu Mihailovića za vrhovnog zapovjednika. Njegov predstavnik Ilija Trifunović Birčanin uspostavlja svoj stožer kod Talijana u Splitu, ali je Mihajlovićeva kontrola nad četnicima u NDH ipak bila samo djelomična. Mihajlović i Birčanin održavaju stanovitu komunikaciju s Jugoslavenskom izbjegličkom vladom, koja im nastoji kod Saveznika dati legitimitet Jugoslavenske vojske u otadžbini.
Četnici su odgovorni za mnoge pokolje hrvatskog i muslimanskog stanovništva na području NDH, a posebno u Dalmaciji, Lici te Bosni i Hercegovini, gdje su provodili i etničko čišćenje.
U prvoj polovici 1943. Mihailović je u dogovoru s Nijemcima i Talijanima prebacio značajne snage iz Srbije i Crne Gore na područje NDH kako bi potpomogao planiranom uništenju glavnine partizanskih snaga, ali je doživio ozbiljan poraz od partizana u bitci na Neretvi, a potom su u početnoj fazi Operacije Schwarz (Bitka na Sutjesci) glavninu četnika na području NDH i susjednih dijelova Crne Gore i Sandžaka - usprkos prosvjedima Talijana - razoružali Nijemci, tretirajući potom četnike kao ratne zarobljenike. Od toga se četnički pokret na tlu NDH više nije oporavio: njemačke vojne vlasti su uz povremene proteste vlasti NDH do kraja rata surađivale s četnicima, ali oni kod njih nikad nisu bili dostegli ugled i značaj kakav su uživali kod Talijana. Odlučnu poteškoću djelovanju četnika u drugom dijelu rata predstavljao je i prekid britanske vojne pomoći počev od 1943. godine, koji su umjesto toga - u vrijeme kada se savezničke vojne postrojbe nalaze na bliskom području juga Italije - počele snažno podupirati partizane. Mihailovićeva ideja, da će pri kraju rata četnici povesti akcije protiv okupatora i dokazati se zapadnim saveznicima kao važni suborac u borbi protiv fašizma i nacizma, ali i protiv komunizma, doživjela je i na području NDH potpuni krah.
Osim što su se vlasti NDH  u kontaktima s njemačkim vojnim vlastima zauzimale da se osigura razoružavanje četnika, 1943. godine je diplomacija NDH uspjela putem britanskih diplomatskih predstavnika u Vatikanu plasirati i izvještaj o zločinima i namjerama četnika, lažno pripisan nadbiskupu Alojziju Stepincu. Glavni autor tog izvješća Krunoslav Draganović je i nadalje opisivao četnike kao snagu koja želi zlouporabiti britansku vojnu podršku kako bi uz zločinačko etničko čišćenje stvorilo etnički homogenu Veliku Srbiju; uz to naglašavajući da su po Hrvate mnogo opasniji četici: "Dok partizani ubijaju pojedine osobe, koje pripadaju vladajućim krugovima, četnici ubijaju sve, koji su katolici". Nije poznato je li taj izvještaj pridonio odluci Britanaca da umjesto četnika počnu oružjem i drugom pomoći podupirati partizane.
Četnici su se vrlo spremno upuštali u teror protiv civila Hrvata i Muslimana na području NDH, osobito u vrijeme vrhunca svoje vojne snage 1941. i 1942. godine. Njemački historičar Alexander Korb smatra ispravnim procijeniti da je ubrzo nakon podizanja srpskih ustanaka u NDH iz 1941. god., zbog četničkog terora većina gradova pod kontrolom ustaša bila popunjena prognanim civilima (njih oko 200.000), te da su samo u Istočnoj Bosni su četnici do kraja 1942. godine pobili oko 100.000 Muslimana.

## Talijansko okupacijsko područje
Grupe četnika koje je na području oko Knina okupio pop Momčilo Đujić već su u travnju 1941. započeli ubijanje i masakriranje hrvatskih civila. Vlasti NDH reagiraju organiziranjem akcija “čišćenja”, u koji se uključuju slabo organizirane postrojbe nerijetko nabrzinu sastavljene od kriminalnih elemenata i osoba ispunjenih mržnjom na Srbe (tzv. divlje ustaše). Rezultat je teror nad srpskim stanovništvom, s mnogo pokolja.
Talijani tijekom lipnja 1941. god. toleriraju okupljanje i obuku više stotina naoružanih četnika na području Benkovca i Kistanja, koji 28. lipnja 1941. god. s dijela dalmatinskog područja pripojenog Kraljevini Italiji napadaju pograničnu postaju NDH u Krupi kod rijeke Zrmanje i tom prilikom ubijaju 14 oružnika NDH i nekoliko ustaša; nakon čega predstavnici vlasti NDH već 29. srpnja 1941. god. prema uputi Talijana napuštaju Knin (koji je u to vrijeme pod kontrolom talijanskog garnizona koji je imao čak oko 5.000 vojnika, ali bez znatnijih postrojba NDH) i prepuštaju vlasti četnika područje Dalmacije sjeverno od Drniša. Slično se dogodilo na širokom području NDH uz granicu s Crnom Gorom, u tzv. Vidovdanskom ustanku 1941., u kojem su četnici pod zaštitom talijanskih okupacijskih snaga uspostavili svoju vlast umjesto vlasti NDH.
Nakon što su u Avtovcu u istočnoj Hercegovini pobili 28. lipnja 1941. god. 47 civila, te nakon što su četničko-komunistički ustanici na području Like i obližnjem području Bosne izvršili cijeli niz povezanih pokolja Hrvata, masovniji pokolj Hrvata kreću i na području Dalmacije 7. i 8. listopada 1941. godine, kada su četnici zaklali u Donjem Erveniku sedam osoba; ubrzo potom su Štikovu zaklali još 9 Hrvata. Ubojstvo pojedinaca i manjih skupina i dalje stalno izvode, čime su potaknuli hrvatsko stanovništvo da napusti sela i skloni se u gradove.
U Drvaru je 1. rujna 1941. održana konferencija, na kojoj su prevladavali komunisti na čelu s Hrvatom Markom Oreškovićem, a sudjelovali su i pop Momčilo Đujić i drugi četnički zapovjednici. Oni su pod pritiskom komunista prihvatili rezoluciju u kojoj se poziva na borbu ne samo protiv ustaša, nego i okupatora (tj. Talijana), makar - kako se poslije pokazalo - takvo što nisu namjeravali provesti u djelo.
Nakon što su Talijani zauzeli Liku, partizani krajem rujna 1941. god. započinju oružane akcije protiv njih. Četnici, zadovoljni odlaskom ustaša i neprijateljski nastrojeni prema komunistima, prihvaćaju kolaboraciju s Talijanama, te zajedno s njima započinju akcije protiv partizana. Krajem listopada 1941. četnici su ubili Marka Oreškovića.

### Između izbjegličke vlade, Talijana i partizana
U listopadu 1941. iz Srbije je stigao u Split četnički vojvoda Ilija Trifunović Birčanin, s uputama iz stožera Draže Mihailovića. Pod njegovim vodstvom u Splitu je ustrojen "Četnički centar za Dalmaciju, Liku, Kordun i zapadnu Bosnu i Hercegovinu". Taj je Centar u pojedine dijelove Hrvatske, gdje je bilo četničkih grupa, slao instruktore regrutirane iz redova oficira bivše jugoslavenske vojske. Jako četničko uporište bilo je organizirano u Kninu i okolici, gdje su – po Birčaninovom ovlaštenju  – na čelu četnika bili pop Momčilo Đujić i Pajo Popović. Lokalne četničke postrojbe su se uspostavljale uz pomoć oficira predratne jugoslavenske kraljevske vojske kao instruktora. Četnici su se najprije formirali u seoske čete, a zatim i četničke pukove sastavljene po teritorijalnom principu. Prisegu su polagali kralju Petru II., jugoslavenskom kralju koji se nalazio u izbjeglištvu u Londonu. Pop Momčilo Đujić potpisao je potkraj listopada 1941. ugovor s talijanskim zapovjedništvom, prema kojemu Talijani priznaju četnicima pravo na formiranje svojih postrojbi. Trifunović je početkom 1942. osnovao Dinarsku četničku diviziju.
Talijanska fašistička vlada pruža četnicima na području talijanske okupacijske zone u NDH podršku i zaštitu, primjenjujući vrlo umješno provjerenu taktiku "podijeli pa vladaj"; doveli su ustaše na vlast u Zagrebu, a onda "uslužno" štitili Srbe od ustaških progona. Četničke odrede, nastale nakon raspada Jugoslavije od ranijih četničkih organizacija kao odgovor na ustaške pokolje, Talijani prihvaćaju pod imenom Milizia volontaria anticomunista, MVAC (Dobrovoljna antikomunistička milicija). 
Ovi su četnici odmah počeli na isti način terorizirati Hrvate (prve četničke akcije u Lici dogodile su se već sredinom travnja 1941.), ali i one Srbe koji su im se protivili. Njihov teror i veza s fašističkim okupatorom potaknut će veći broj Hrvata da se pridruže partizanima, naročito od 1943. godine. 
Rastom snage komunističke Narodnooslobodilačke vojske, neki su manji četnički odredi obustavili sukobe s oružanim snagama NDH, pa su postali i direktni saveznici. No većina četničkih odreda na području NDH i dalje je vodila borbe (većinom neuspješne) sa snagama NDH (ustašama i domobranima). Tim četničkim borbama sa snagama NDH Draža Mihailović je pokušavao svoj pokret prikazati u svijetu kao antifašistički. 
26. lipnja 1942. godine, poglavnik NDH Ante Pavelić izdaje upute o »postupku prigodom ponude četnika za pregovore i predaju«. U uputama se konstatira da su se četnici opredijelili za suradnju s vlastima NDH jer su njihov opstanak ugrožavale partizanske jedinice, te da suradnja s četnicima može postojati samo dok postoji opasnost od »partizanskih oružanih bandi«, a da će trebati razoružati četnike čim se uspije izaći na kraj s partizanima (s čime NDH ipak nije uspjela).
Na području južne Like, Banije i Korduna bilo je još i 1944. "sumnjivih" odreda koji su bili u sastavu NOVJ, borili se protiv četnika pod zapovjedništvom Draže Mihailovića, ali su djelomice sačuvali četnički, nacionalistički karakter. Jednoj takvoj grupi suđeno je na Kordunu 1944., što je izazvalo sukob Andrije Hebranga s većinom u Politbirou KPJ (vidi dolje, poglavlje Njemačko okupacijsko područje).[nedostaje izvor]

### Istočna Hercegovina
Posebno jaku aktivnost četnici su razvili u istočnoj Hercegovini. Na čelu im je bila grupa bivših jugoslavenskih oficira koje je predvodio major Boško Todorović. On je sklopio sporazum o nenapadanju i suradnji s Talijanima. Općenito se pokazalo da je četnički pokret na teritoriju NDH spreman na kolaboraciju s okupacijskim snagama. Njegova je osnovna parola bila: mir i suradnja s okupatorom, a istrebljenje hrvatskog i muslimanskog stanovništva. Potonji zadatak četnici su zdušno izvršavali i pobili, često na zvjerski način, desetke tisuća ljudi, uglavnom Muslimana i Hrvata. Upravo uz pomoć talijanskih vojnih zapovjednika, četnici u prvoj polovici 1942. postižu određene uspjehe u Hercegovini, istočnoj i srednjoj, a djelomično i u zapadnoj Bosni te u Lici i Dalmaciji.

### Četnici Momčila Đujića u Dalmaciji
Od sredine lipnja 1941. godine, izvještavaju lokalne vlasti NDH Ministarstvo unutarnjih poslova u Zagrebu da - nakon što su Talijani mogli konstatirati ogorčenost hrvatskog naroda, pa i samih ustaša, s odredbama Rimskih ugovora - talijanska vojska u dijelu Dalmacije koje su pripojili Kraljevini Italiji organizira četničke postrojbe, dovodeći u tu svrhu i dio poznatih četnika s područja Knina, kojega su tada kontrolirale vlasti NDH. Glavno središte za obuku četnika - kojih je ondje bilo više stotina - bilo je sredinom lipnja 1941. u Kistanjama, dakle službeno na teritoriju Italije.
Slijedeći proglas Draže Mihajlovića, osnovana je u NDH u selu Crni Potoci 27. lipnja 1941. Dinarska četnička divizija pod zapovjedništvom pravoslavog svećenika, popa Momčila Đujića. U početku je Dinarska divizija bila autonomna s obzirom na Ravnogorski četnički pokret, i tek 1942. pristupaju pod komandu Draže Mihajlovića, s kojim održavaju stalnu radio-vezu.
Pri svom formiranje Dinarski četnici bili su podijeljeni na sljedeće pukove:
- pukovnija kralja Petra II, smješten u Lapcu,
- pukovnija Petra Mrkonjića, smješten u Plavnu,
- pukovnija Gavrila Principa, smješten u Bosanskom Grahovu,
- pukovnija kralja Aleksandra I, smješten u Bosanskom Petrovcu,
- pukovnija Onisima Popovića, smješten u Kosovu kod Knina,
- pukovnija vožda Karađorđevića, smješten u Gračacu.

Prema smještaju odreda vidljivo je da je Dinarski četnički pokret djelovao na tromeđi Like, Dalmacije i Bosne. Ovi četnički odredi bili su pomagani od talijanskih vojnih snaga opremom, hranom te logistikom, te su djelovale kao gerilska sila protiv vojske NDH i partizanskih snaga koje su bile smještene na tromeđi, kao tzv. Dobrovoljačkom antikomunističkom milicijom (MVAC). 
Talijani, a nakon kapitulacije Italije 1943. god. Nijemci zahtijevali su suradnju između vlasti NDH i četnika u svrhu borbe protiv partizana, te je takva suradnja i uspostavljena, doduše uz visoko međusobno nepovjerenje.

#### Politički program
Kao i Mihailovićevi četnici, Đujićevi četnici prihvaćaju radikalni velikosrpski politički program koji uključuje etničko čišćenje teritorija za koji smatraju da na njega Srbi polažu pravo. Prema elaboratu Dinarske četničke divizije iz ožujka 1942, glavni cilj programa tih četničkih skupina bio je "stvaranje jedne velike Srbije, koja bi obuhvatila: Srbiju, Vojvodinu, Bosnu, Hercegovinu, Crnu Goru, Dalmaciju (do Šibenika) i Liku. (...) U tako zamišljenoj srpskoj jedinici:"ima isključivo živeti pravoslavno stanovništvo." U jesen 1944. nadaju se iskrcavanju zapadnih saveznika, koji bi im pomogli uspostaviti "zapadne granice velike Srbije".
Usprkos tome, već u prvoj polovici 1942. u borbi protiv partizana ostvaruju trpeljivost, pa i određenu suradnju s vlastima NDH. Na tome se naročito angažirao župan David Sinčić, koji je od kraja 1941. na čelu velike župe Bribir-Sidraga. On isplaćuje novčanu pomoć četničkim vojvodama Momčilu Đujiću, Branku Bogunoviću i Mani Rokviću, te im isporučuje hranu, streljivo i oružje, pa čak i deset dobrovoljaca-puškomitraljezaca.
Početkom svibnja 1943. godine na području NDH ima oko 50.000 pripadnika četničkih postrojbi, od toga 20.000 onih koji su početkom 1943. godine na došli s područja Crne Gore i Srbije. Draža Mihailović u to vrijeme izvješćuje izbjegličku kraljevsku vladu u Londonu da mu je namjera "da uništi ustaše i njihovo delo Pavelićevu Hrvatsku", a uz suradnju s Talijanima i partizane.

#### Nakon kapitulacije Italije: pod njemačkim zapovjedništvom
Kapitulacijom Italije 1943. nestaje potpora talijanske vojske pa se dinarski četnici sve više nalaze u stisci. Neki su se od Đujićevih četnika razbježali, neki prešli partizanima, ali većina je odmah započela suradnju s Nijemcima. Nijemci su zaposjeli Knin, Gračac, Drniš i Sinj već početkom rujna 1943., prije kapitulacije Italije. Knin je i dalje strateški izvanredno važno uporište i ishodište za zaposjedanje područja prema Šibeniku i Zadru, te kasnije za napade na područja pod kontrolom partizana. 
Na početku su Nijemci planirali Đujića uhititi smatrajući ga anglofilom, s time da ga zamijeni njima odani četnički vojvoda Mane Rokvić, ali su ubrzo postigli sporazum o suradnji. Draža Mihailović, pod pritiskom britanske i američke vojne misije, šalje radio-vezom naredbu da prekine suradnju s Nijemcima i čak da krene u gerilske akcije protiv njih, što Đujić odbija jer "viši interesi naroda zahtijevaju da ostanu po strani". Izdaje naređenje o zabrani slušanja Radio-Londona, koji "širi komunističku propagandu". Četnički pokret razbijen je u sukobu s partizanima u drugim dijelovima Dalmacije, ali Đujić ne samo učvršćuje, nego i ojačava svoj položaj na područjima oko Knina. Koristeći stroge mjere prisile, stege i terora uspijeva održati taktičku vrijednost svojih jedinica, iako zavisnih od njemačke pomoći. Međutim, prema samim četničkim dokumentima, vidljivo je posvemašnje moralno rasulo: pljačka, teror nad narodom, pijančevanje i kocka. "U tom pogledu mnogi naši borci, a na žalost i pojedine starješine spustile su se na stepen životinja."
U studenom 1943. godine, bilježe njemački vojni izvori na području tromeđa Dalmacije, Like i Bosne 10.670 naoružanih četnika, u istočnoj Bosni i Hercegovini njih 24.075, te još nekoliko tisuća u drugim dijelovima NDH. Sve su te postrojbe djelovale pod njemačkim patronatom.

#### Oslobađanje Knina
Početkom rujna 1944., 8. korpus NOVJ započinje operaciju za oslobođenje Dalmacije, gdje na drugoj strani imaju 62.000 vojnika pod njemačkim zapovjedništvom: 45.000 Nijemaca, 12.000 pripadnika oružanih snaga NDH i 5.000 četnika. Četničke grupe povlače se iz drugih područja i koncentriraju u području Dalmatinskog Kosova. To je područje Dinarske četničke oblasti, organizirane u pet korpusa.
U to doba Đujić, kao i drugi četnički zapovjednici u Dalmaciji, polaže nade u iskrcavanje zapadnih saveznika, "naših velikih saveznika koji se svakog časa očekuju", nadajući se da će uz pomoć Amerikanaca i Engleza "rešiti naše nacionalno pitanje." (Jednaku nadu u prelazak na stranu saveznika gaje u to doba neki krugovi u NDH; vidi članak Urota Lorković-Vokić.) Uskoro je međutim suočen s rasulom svojih snaga, suočenih ne samo s vojnim porazom, nego i gubitkom legitimiteta tzv. Jugoslovenske vojske u otadžbini. Nakon Sporazuma Tito-Šubašić, kralj Petar II. je krajem kolovoza i početkom rujna 1944. razriješio Dražu Mihailovića dužnosti načelnika Glavnog zapovjedništva (Vrhovne komande), te preko radija pozvao sve patriote da "sudjeluju u oslobođenju zemlje pod zapovjedništvom maršala Tita". Dolazi do rasula čitavih četničkih brigada, iz kojih je dio ljudstva prešao na stranu NOVJ. Od 1. rujna do 1. studenog strijeljano je 114 četničkih dezertera, te osam "prevrtljivih" (srpskih) sela spaljeno i pokretna imovina seljaka opljačkana.
Nijemci, koji su u to doba na svim bojištima u Europi u povlačenju, odlučuju "skratiti front", te se, postepeno i pod borbom, povlače iz većeg dijela Dalmacije. Do pred kraj studenog gotovo cijela Dalmacija je oslobođena. Nijemci odlučuju pružiti žestok otpor u Kninu, da bi spriječili dalji prodor NOVJ na sjever i zapad, prema Zagrebu i granicama Reicha. Sam grad branilo je oko 8.000 njemačkih vojnika i oko 4.500 četnika. Tijekom studenog izvršena su dva neuspješna napada na Knin. U trećem napadu, od 25. studenog do 4. prosinca 1944. sudjelovao je cijeli 8. korpus. Nijemci su se branili izuzetnom žestinom i pretrpjeli velike gubitke, ali je grad ipak pao. 
Izrazom Kninska operacija u Vojnoj enciklopediji i dr. označava se spomenuta bitka za sam grad, dok se u knjizi T. Radoševića (vidi Popis literature)  tako označavaju operacije od kraja listopada i na znatno širem prostoru; to dovodi do nejasnoća u nekoj sekundarnoj literaturi. U Kninsku operaciju u širem smislu bile su uključene i borbe protiv ustaških snaga na području između Cetine i Zrmanje. Ustaške snage nisu branile sam Knin, ali su bile u sastavu jedinica pod zapovjedništvom zapovjednika njemačkog 15. brdskog korpusa za obranu Knina i okolice; početkom studenog on raspolaže s 14.000 njemačkih vojnika, oko 1.500 ustaško-domobranskih i oko 4.000 četnika. Zapovjednik ustaško-domobranskih snaga Like i Dalmacije pukovnik Vjekoslav Servatzy i četnički vojvoda Momčilo Đujić sklopili su dogovor o međusobnom nenapadanju i potpomaganju ne samo materijalom i namirnicama, nego i u popuni jedinica mobilizacijom novaka na području koje kontroliraju.

#### Bijeg na sjever, pa u Istru, Sloveniju, Italiju
U članku objavljenom 15. siječnja 1945. Petar Drapšin, zapovjednik 8. korpusa, pisao je da se pop Đujić izvukao samo sa "šačicom krvoloka". I u Vojnoj enciklopediji (1972.) tvrdi se da su četničke snage bile gotovo uništene. Međutim, T. Radošević već 1965. iznosi da se prema četničkim i njemačkim dokumentima Đujić s glavninom snaga probio prema sjeveru 1. prosinca, dan prije odlučnog napada NOVJ na Knin.
Povlače se na sjever uz podršku dijelova njemačke 373. divizije. 21. prosinca stižu u dolinu Gacke; tu su im se priključili četnici iz gornje Like. Provode prisilnu mobilizaciju praćenu žestokim zastrašivanjem stanovništva. Ante Pavelić, na zahtjev Nijemaca, izdaje 21. prosinca naredbu da im se omogući prolaz preko Zagreba i Zaprešića ka granici Reicha (kojem je Slovenija anektirana), prijeteći vojnim sudom onima koji bi to ometali. Nekoliko dana ranije ustaše su u Hrvatskoj Kostajnici poubijali grupu od 123 ranjenih četnika iz Dinarske divizije, koji su bili prevoženi vlakom, stoga Đujić izbjegava taj put. 
Uz pomoć Dimitrija Ljotića, koji boravi u Istri, dobivaju dozvolu Nijemaca da pređe u Istru. Preko Velebita i Hrvatskog primorja, vršeći usput žestoki teror nad stanovništvom, oko 6.000 četnika i dio njihovih obitelji dolaze 1. siječnja 1945. u Sv. Matej (Viškovo). Spajaju se sa snagama pod zapovjedništvom Dobroslava Jevđevića i Dimitrija Ljotića. Još uvijek gaje iluzije da će ih Amerikanci prihvatiti (nakon što su ih Englezi "izdali") i opremiti za borbu protiv komunista. Zatim se prebacuju u Sloveniju i u ožujku spajaju sa slovenskim četnicima, čiji je zapovjednik pukovnik Ivan Prezelj.
Formiraju jedinstvenu postrojbu pod zapovjedništvom SS-ovca Odila Globočnika. Početkom svibnja 1945. te jedinice prelaze u Italiju i predaju se saveznicima. Sve zarobljene četnike Amerikanci su uputili u logor Palma Nova, nakon čega slijedi raseljavanje u razne savezničke zemlje; kninski četnici su uglavnom izbjegli izručenje Jugoslavenskoj armiji i pogubljenje. (Vidi članak Bleiburški pokolj) Po nekim navodima Amerikanci su pokušali nagovoriti Đujića da se iskupi borbom protiv Nijemaca, ali on je to odbio. Kasnije se nastanio u SAD i doživio duboku starost. Godine 1947. u Jugoslaviji mu je u odsutnosti suđeno za ratne zločine i proglašen je krivim. Godine 1988. Jugoslavija je zahtijevala izručenje, što su SAD odbile. Sljedeće je godine proglasio Vojislava Šešelja četničkim vojvodom.

## Njemačko okupacijsko područje

### Sjeverna Bosna
»Brojne četničke grupe djelovale su u Bosanskoj Krajini (oko Glamoča i Bosanskog Grahova). Kako je istodobno tekla i komunistička akcija stvaranja partizanskih jedinica na tom prostoru, razvila se borba za mase, koja je mjestimično poprimila oštre oblike. Tako se na području Mrkonjić-Grada jedan ustanički bataljon proglasio četničkim pod imenom Petar Kočić i okrenuo oružje protiv partizana. Slično je bilo i na području oko Banje Luke. Ubrzo su četnici na teritoriji od Banje Luke do Grahova uspostavili nadzor i formirali četnički odred.«

### Srednja Bosna
U srednjoj Bosni najveće četničko uporište bilo je na planini Motajici gdje se nalazila četnička Motajička brigada s oko 450 četnika. Bili su dobro organizirani i prve dvije godine rata su se uspjeli održati bez velikih sukoba s ustašama ili partizanima. Krajem 1943. na prostoru srednje Bosne je bilo 2300 četnika kojima je zapovijedao Lazo Tešanović. Početkom studenog 1943. u srednju Bosnu dolazi partizanska 12. slavonska brigada koja će sljedeća četiri mjeseca voditi teške borbe s tamošnjim četnicima, ponajviše na Motajici. Znatno malobrojniji srednjobosanski četnici bivaju do travnja 1944. većim dijelom uništeni od nadmoćnijih partizana.

### Istočna Bosna
U istočnoj Bosni organizirane su formacije pod zapovjedništvom majora Jezdimira Dangića. Tamo se formiralo čak šest četničkih odreda. Do kraja 1941. u istočnoj Bosni nije postojala jasna podjela među ustanicima na četnike i partizane. Odredi su uglavnom bili mješoviti. Dangić nije javno surađivao s Nijemcima, vodio je borbe s ustašama i zato je imao velikog uspjeha u okupljanju srpskog stanovništva oko sebe. Njegove jedinice su bile poražene u siječnju 1942. od ustaške Crne legije. Nakon Dangićevog zarobljavanja, u istočnoj Bosni partizani počinju prevladavati nad četnicima.
Početkom kolovoza 1942. preostali četnički odredi na prostoru Istočne Bosne sklapaju sporazume s vlastima NDH o zajedničkoj borbi protiv partizana. No već 19. kolovoza četnici napadaju slabije ustaške snage u Foči i zauzimaju grad te vrše pokolj muslimanskog stanovništva. Sredinom prosinca 1942. vlasti NDH omogućuju prebacivanje 1500 četnika s Trebave i Ozrena na planinu Majevicu kako bi pomogli uništenju partizanskih snaga no oni su u sukobu s partizanima 28.11., u selu Maleševci kod Ugljevika, uništeni.
5. listopada 1943. četnici napadaju ustaše u Višegradu i zauzimaju grad.

### Četnici i vlasti NDH
Dana 28. svibnja 1942. pod pritiskom Nijemaca bio je zaključen prvi sporazum između ustaških državnih vlasti i četnika u Bosni; slijedili su i drugi slični sporazumi (između travnja i listopada sklopljeno ih je 12). 17. lipnja veliki župan u Kninu David Sinčić sklopio je sporazum s četničkim vojvodama o suradnji u borbi protiv partizana. To je bio dio blažeg zaokreta u politici terora i represije koju je NDH dotad provodila prema Srbima, pa je npr. osnovana i Hrvatska pravoslavna crkva. Ustaške su se vlasti obavezale opskrbljivati četničke snage u borbi protiv partizana; ranjenim četnicima bit će pružena njega u hrvatskim vojnim bolnicama; udovice i siročad četnika poginulih u borbi protiv partizana primat će istu financijsku pomoć koja se daje preživjelim članovima obitelji hrvatskih vojnika. Ovi su se sporazumi odnosili na oko 10.000 od otprilike 15.000 bosanskih četnika u njemačkoj okupacijskoj zoni. Četnici su 1944. godine još mogli biti prebacivani iz NDH u Vojnu bolnicu u Beogradu ili čak u Treći Reich radi liječničke njege. 
Četnici zajedno s Nijemcima i ustašama sudjeluju u akcijama protiv partizana, u kojem sudjeluju i mnogi Srbi i podržavaju ga mnogi srpski civili; tako je suradnja ustaša i četnika u praksi dovela do rasta srpskih žrtava (ali naravno i hrvatskih i muslimanskih).
20. lipnja 1942. 2.000 četnika iz okolice Prijedora sudjeluje kao logistička potora Nijemcima u napadu na Kozaru, time pomažući ustašama i Nijemcima u uništenju partizanskih jedinica i u masovnom pokolju Srba. Iako nisu sudjelovali u samoj borbi potpisali su sporazum o nenapadanju i suradnji s ustaškim vlastima.
Usprkos tim sporazumima, četnici su povremeno djelovali protiv ustaša[nedostaje izvor] i neprekidno protiv hrvatskog i muslimanskog civilnog stanovništva. Ustaški poglavnik Ante Pavelić se zbog toga stalno žalio Adolfu Hitleru ali njemački generali u NDH su smatrali da su četnici korisni i nisu ih željeli razoružavati. Njihovo se djelovanje kretalo u rasponu od sabotaža i masakriranja civila do krupnijih bitaka. Milan Šantić, jedan od četničkih ideologa, izjavio je krajem kolovoza 1942. u Trebinju: "Mi Hrvatsku ne ćemo nikada ni formalno priznati. S Hrvatima sarađivat ćemo samo u onim područjima, gde smo mi u apsolutnoj manjini, ali ni tamo lojalno i iskreno." U izvještaju Župskog oružničkog zapovjedništva u Zadru od 5. rujna 1944. navodi se:"Četnici su i dalje nepomirljivi neprijatelji našeg naroda. Pravoslavno pučanstvo je neprijateljski raspoloženo prema našoj državi i potajno potpomaže odmetničko djelovanje."
Ni ustaška strana se nije uvijek pridržavala dogovora; kad nisu bili pod njemačkom kontrolom ustaše su napadali četnike, čak su 1945. godine na zagrebačkom željezničkom kolodvoru iz vlaka koji je prevozio oko 40 vojnika Ljotićevog Srpskog dobrovoljačkog korpusa prema Sloveniji, te ih strijeljali ih na licu mjesta. Bilo je i većih borbi, jedna od najvećih bila je tzv. bitka na Lijevča polju. Pavelić je 1945. o četnicima rekao:"Mi o njima mislimo svoje. To Luburić dobro zna i on će paziti na njih i udesiti ih kad ih više ne budemo trebali." Ni Nijemci nisu u potpunosti vjerovali četnicima. Prema njemačkim planovima, završni dio pothvata Weiss 1943. trebalo je biti razoružavanje četnika u NDH. To je doista ubrzo potom provedeno u pothvatu Schwarz, u kojoj su sudjelovale vrlo snažne njemačke snage, ali bez prisutnosti talijanskih vojnih snaga, koje su četnike inače tretirale kao svoje pomoćne postrojbe. Kada se 1944. očekivalo iskrcavanje Saveznika na Dalmatinskoj obali, Nijemci su razoružali 7.000 četnika u južnoj Dalmaciji ocjenjujući da će se ovi okrenuti protiv njih.
Ustaški pokolji, sa svoje strane, poticali su otpor među Srbima, koji su se više nego četnicima okretali partizanima. Ponekad međutim za neke jedinice nije bilo jasno kamo stvarno pripadaju, ili su otvoreno mijenjale stranu. Kako je Narodnooslobodilački pokret jačao, dolazilo je do raščišćavanja, gdje bi uglavnom komunisti pobili utjecajnije pojedince koji su iskazivali rojalistička nagnuća i uspostavili kontrolu svojih komesara nad lokalnim postrojbama, koje su sada definitivno dolazile pod kontrolu NOVJ.

### Strijeljanje srpskih dezertera na Kordunu 1944.
U svibnju 1944. nekoliko stotina srpskih partizana s Korduna prebjeglo je Nijemcima. Većina prebjega vratila se kada im je bila ponuđena amnestija. Glavni štab NOVJ za Hrvatsku, kojem je na čelu Andrija Hebrang u srpnju 1944. izvodi 16 osoba pred sud; petorica su osuđena na smrt, a ostali na višegodišnje zatvorske kazne. Srpski povjesničar Branko Petranović pisao je 1988. godine da su oni osuđeni »samo zato što su isticali zapostavljenost Srba u narodnooslobodilačkom pokretu.« (Petranović, II, str. 300)
Hrvatska povjesničarka Nada Kisić Kolanović odgovara na te optužbe: »Radilo se o klasičnoj vojnoj izdaji koju su počinili srpski zapovjednici u Plašćanskom partizanskom odredu. Zapovjednici su surađivali s Nijemcima na liniji antikomunizma, a pod njihovim je utjecajem dezertirao određen broj boraca. (…) Glavnooptuženi su u istrazi davali izjave kako događaje više ne žele prosuđivati mjerom komunista, i kako su najzad shvatili da u CK KPH i ZAVNOH-u nema dovoljno srpskih predstavnika, što znači ni političke garancije za Srbe u Hrvatskoj. (…) Politbiro je odobrio suđenje i strogost kažnjavanja, ali je Kardelj držao da nije najbolje pogođen politički ton suđenja. Naime, sud nije inzistirao na dokazima o "izdajničkoj poveznosti s okupatorom", nego je u obrazlaganju presude isticao da su optuženi ustali protiv KP, stvorili svoj četnički teritorij i propagirali srpstvo.« (Kisić-Kolanović, str. 124)

## Kraj: 1944. i 1945. godina
Najveća četnička postrojba u NDH - Dinarska četnička divizija - pretrpjela je teške gubitke u Kninskoj operaciji krajem 1944. godine, u kojoj ona gubi i teritorijalno uporište na kojem je djelovala. Nijemci potom tu postrojbu povlače na područje Slovenije.
Ostalo je u NDH početkom 1945. godine ipak još oko 30 tisuća četnika, a s povlačenjem njemačkih snaga s područja Srbije i Crne Gore povukao se za njima odatle i do 20 tisuća tamošnjih četnika - naime onaj dio njih koji nije na poziv kralja Petra prešao na stranu partizana. Prema nalogu njemačkog zapovjedništva, Draža Mihalović je oko 32.000 četnika koncentrirao na području doline rijeke Bosne, te na područja planina Vučjak i Trebava u sjevernoj Bosni, kako bi osiguravale izvlačenje njemačkih postrojbi iz Bosne u Slavoniju. Odatle se oko 7.000 crnogorskih i oko 1.700 drugih četnika pod zapovjedništvom Pavla Đurišića protivno Mihailovićevoj zapovijedi odvojilo i uputio prema zapadu, ali su ih u borbama na Ljevča polju 28. ožujka - 8. travnja 1945. zarobile snage NDH. Dio te grupe kojega nisu razoružale ustaše i domobrani, razbijen je u borbama s partizanima. Pod okriljem NDH, od tih je snaga do kraja travnja 1945. ustrojena Crnogorska narodna vojska pod zapovjedništvom Sekule Drljevića, s približno 6.000 vojnika. Ta je postrojba bila operativno uključena u sastav V. zbora HOS-a NDH, s kojim će se povlačiti prema Bleiburgu, te se ondje 15. svibnja 1945. god i predati britanskim vojnim snagama - koje će ih potom predati Jugoslavenskoj armiji.
Sredinom travnja 1945. vlada NDH je u Zagrebu pregovara s predstavnicima Draže Mihailovića koje predvodi general Svetomir Đukić. To su bili prvi izravni ustaško-četnički pregovori bez posredovanja Nijemaca. Četnička delegacija je izjavila da je Draža Mihailović spreman priznati NDH uz stanoviti ispravak granica između NDH i Srbije na teritoriju Bosne. Pavelić je odgovorio da je moguća suradnja jedinica NDH s četničkima, te su četnicima poslani lijekova protiv tifusa koji je tada među njima harao. Zajedno s Đukićem vlada NDH je nastojala s upraviteljem Slovenije generalom Leonom Rupnikom stvoriti slovensko-hrvatsko-srpski antikomunistički blok i osigurati slobodan prolaz vojske NDH i četnika preko Slovenije.
Preostale četničke snage su se osipale narednih tjedana, te su spale na oko 20.000 ljudi. Glavna četnička grupacija s Dražom Mihailovićem krenula je 13. travnja 1945. god. s planine Vučjak, u tri kolone. Nakon što je uz desnu obalu Save došla do ušća Vrbasa, skrenula je na jug, da bi prošla između Travnika i Zenice, te dalje do Fojnice i potom preko Ivan planine, izbila na Zelengoru u sjeveroistočnoj Hercegovini: Mihailovićeva namjera je bila da se tu upusti u gerilsko ratovanje protiv snaga Josipa Broza Tita. U noći s 12. na 13. svibanj su nadmoćne snage Jugoslavenske armije - bivše snage NOVJ su do tada jako osnažene zahvaljujući vojnoj pomoći koju su primali i od zapadnih saveznika i od SSSR-a, te činjenici mogle provoditi regrutaciju vojnih obveznika na područjima Dalmacije, Crne Gore, Srbije, Kosova i Makedonije koje su bile stavile pod svoju kontrolu - razbile četnike na Zelengori, uz 4.655 poginuh i zarobljenih četnika; u borbama do 18. svibnja 1945. ti će se gubitci povećati na 9.235 mrtvih i zarobljenih četnika. Preostale četničke vojničke grupe na području bivše NDH postupno su uništavane i hvatane do 1947. godine.
Michael Portmann 2002. godine daje procjenu o oko 10.000 četnika i Srbije i Crne Gore koji su nakon zarobljavanja u BiH pobijeni u svibnju 1945. godine.

## Četnički zločini
Neki od poznatijih zločina koji su počinili pripadnici četničkih postrojbi bili su pokolj u Goraždu krajem 1941. i početkom 1942., pokolj u Gatima, poljičkom selu pokraj Omiša u listopadu 1942., pokolj u Rami u listopadu 1942. godine, pokolj u Foči krajem 1942. godine.
Zijad Ljakić u pregledu podataka o četničkim zločinima nad bošnjačkim muslimanima u II. svjetskom ratu kao početak masovnih zločina u BiH navodi pokolje kod Ljubinja, gdje u jami Cavkarica krajem ljeta 1941. god. završava 497 muslimana; potom u rujnu 1941. slijedi Pokolj u Kulen Vakufu u rujnu 1941. godine (oko 2.500 tisuće pobijenih katolika i muslimana), a 26./27. studenog 1941. u mjestu Koraj u sjeveroistočnoj Bosni četnici masakriraju oko 100 civila. Od prosinca 1941. do veljače 1942. godine traju pokolji muslimana na području Foče i Goražda s, prema procjeni iz četničkih redova, oko 5.000 žrtava. U kolovozu 1942. godine novi pokolji na području Foče i Prozora, procjene vlasti NDH govore o približno 2.000 žrtava na svakom od ta dva područja. U listopadu 1942. slijedi Pokolj u Rami, s oko 2.000 pobijenih civila muslimana i katolika. Razodoblje Bitke na Neretvi na početku 1943. god. koriste četničke postrojbe za masovne pokolje muslimana na području Čajniča, Foče i obližnjih Pljevalja na području Crne Gore; prema četničkom izješću pobijeno je tu 9.200 muslimana. Osim takvih najvećih pokolja, izvršen je veliki broj manjih, te vrlo veliki broj pojedinačnih ubojstava katolika i muslimana, na području Bosne, Hercegovine, Dalmacije i drugdje. Procjenjuje se da su na području BiH pobili 12.000 katolika, te daljnjih 33.000 muslimana. Na istom području su četnici pobili i brojne Srbe, zbog suradnje s partizanima. Četnici su pritom spalili oko 300 sela i gradića, te veći broj džamija i katoličkih crkava. Ubili su četnici i 52 katolička svećenika, te 67 muslimanskih imama i hafiza; također i više katoličkih časnih sestara, među kojima je najpoznatije 5 Drinskih mučenica.
Srpski povjesničar Dragan Cvetković iz beogradskog Muzeja žrtava genocida iznosi kako od 1994. godine traje kod te ustanove istraživanje i revidiranje podataka iz19 Jugoslavenskog popisa žrtava na antifašističkoj strani iz  1964. godine, te su iz tih podataka do 2011. godine srbijanski istraživači utvrdili podatke o ukupno 239 civila Hrvata i 262 civila etnička Srba koje su četnici pobili na području današnje Republike Hrvatske. Hrvatski povjesničar Igor Graovac dodaje Cvetkovićevoj prezentaciji podataka, da podatci za mnoštvo žrtava za sada još nisu prikupljeni - u prvom redu se to odnosi na vojnike "nepartizanskih snaga te civilne žrtve među stanovništvom koje nije podupiralo partizane", a kod brojnih žrtava nije sa sigurnošću ili nije uopće poznato tko ih je ubio. Do sada provedenim parcijalnim istraživanjima poginulih od strane četnika na području Republike Hrvatske, Graovac je ipak utvrdio 2.905 Hrvata koje su na području Republike Hrvatske pobili četnici. Graovac naglašava da taj podatak kojega je on utvrdio na temelju izvora koji su mu bili dostupni predstavlja "do sada, metodom osobne identifikacije, ustanovljeni broj", kojega je moguće uvećati dodatnim istraživanjima; uz daljnju napomenu da neki hrvatski autori ukupni broj stvarno pobijenih od strane četnika u čitavoj NDH ugrubo procjenjuju na oko 20 tisuća, samo iz reda etničkih Hrvata. Graovac napominje da procjena o 20 tisuća od četnika pobijenih Hrvata za sada nije utemeljena na dostatnim dokazima u vidu točnih podataka o identitetu žrtava četnika - jer ih jugoslavenski popisivači nisu evidentirali, a Republika Hrvatska nije financirala kasnija kvalitetna popisivanja.
Kod popisivanja zločina četnika, ne popisuju se zločini ustanika iz 1941. godine - od koji su kasnije neki postali četnici, a drugi partizani; također ni sve one žrtve vojnika i civila koje su popisivači prepoznavali kao vezane uz NDH .
Proizlazi, inače, da su među Hrvatima poginulima na području NDH uvjerljivo prevladavali baš takvi, koje su jugoslavenski popisivači prepoznavali kao vojnike i civile poginule na strani ratnog protivnika - i koje se stoga popisalo nije: od 155.142 žrtava na antifašističkoj strani na području Narodne Republike Hrvatske, popis proveden 1950. godine je našao samo 55.802 Hrvata - pri čemu je oko 2/3 tih Hrvata postradalo na područjima uz Jadran, koja su do 1943. godine kontrolirali Talijani uz podršku četnika.
Čak i u prosincu 1944. godine, kada Wehrmacht dogovara s vlastima NDH prolazak poražene Dinarske četničke divizije preko Hrvatskog primorja na područje Slovenije (ta će se postrojba na kraju rata uspjeti predati Saveznicima na sjeveru Italije), na putu dugom oko 100 km četnici ubijaju 33 hrvatska civila, pale više desetaka kuća i vrše nečuvenu pljačku i razna druga nasilja.

## Kontroverzne ocjene Vladislava Sotirovića, 2014.
Vladislav Sotirović iznosi 2014. godine ocjenu da su vlasti NDH sustavno tolerirale i pomagale NOVJ - glumeći da im partizani zapljenjuju pošiljke oružja i strjeljiva, te čak čitave dobro naoružane garnizone - kako bi omogućile da partizanske postrojbe sastavljene u velikom dijelu od Srba suzbijaju četnički pokret. Sotirović svoje zaključke potkrjepljuje dokazima o predratnoj suradnji ustaša i komunista na rušenju Kraljevine Jugaslavije i podatcima o sporadičnim partizansko - ustaškim kontaktima tijekom rata; te tvrdi da su nakon rata i ustaše i komunisti nastavili prikrivati narav i opseg svoje suradnju iz ratnog doba.

## Poznati četnički zapovjednici
- Momčilo Đujić (komandant Dinarske divizije). Pred kraj rata Ante Pavelić mu je dao slobodan prolaz preko NDH na zapad. Tako je izbjegao presude za ratne zločine koje su mu izrekli jugoslavenski sudovi u odsustvu. Godine 1988. jugoslavenske vlasti pokrenule postupak za izručenje od SAD, ali je umro 1999. u San Diegu, Kalifornija, u 92. godini života.
- Brana Bogunović (komandant četničkog korpusa „Gavrilo Princip“, Dinarske divizije) – ranjen prilikom bitke s partizanima u Pađenima, 4. prosinca 1944. godine. Ubrzo potom, 1945. godine partizani su ga zarobili i ubili.
- Pajica Omcikuš (komandant korpusa “Kralja Petra II. Dinarske divizije) – partizani su ga uhvatili u ožujku 1942. te ga strijeljali (neki izvori tvrde da je pak počinio samoubojstvo u partizanskom zarobljeništvu).
- Pajo Popović (komandant korpusa “Onisin Popović”, Dinarske divizije) – ubili su ga partizani 19.6.1942.
- Rade Radić (komandant četničkog odreda "Borja"). Jugoslavenske vlasti su ga uhvatile nakon rata, sudile mu i strijeljale ga 1946.
- Lazar Tešanović (komandant četničkog bataljona Mrkonjič). Ubijen 1946. u potjeri od KNOJ-a
- Miloš Torbica (jedan od vođa, s četničke strane ustanka u Srbiji). Partizani ga uhvatili i strijeljali u ožujku 1942.
- Cvijetin Todić (komandant Ozrenskog četničkog odreda), upao u ruke Udbe lipnja 1947. i ubijen.
- Savo Božić (komandant Trebavskog četničkog odreda).[59] Krajem Drugog svjetskog rata ubile su ga jedinice NOVJ kod Teslića 1. svibnja 1945. godine.
- Uroš Drenović (komandant četničkog odreda »Kočić«). Poginuo u savezničkom bomardiranju 1944.
- Jakša Račić – Povjerenik Draže Mihajlovića za Dalmaciju. Partizani su ga ubili u Splitu nakon talijanske kapitulacije.